# الکساندراواک
الکساندراواک (به لاتین: Aleksandrovac}} یک سکونتگاه مسکونی در صربستان است که در Rasina District واقع شده‌است.